# Panuwat Janta
Panuwat Janta (Chanthaburi, 14 febbraio 1979) è un ex giocatore di calcio a 5 thailandese.

## Carriera
Come massimo riconoscimento in carriera Janta vanta la partecipazione, con la nazionale thailandese, al FIFA Futsal World Championship 2000 in cui la selezione asiatica è stata eliminata nel girone del primo turno comprendente Paesi Bassi, Egitto e Uruguay. Successivamente è stato convocato anche alla Coppa d'Asia 2005, in cui la Thailandia si èfermata nel girone di qualificazione per le semifinali.